# Vero (senatore)
Vero (in latino Verus; ... – 219) è stato un politico e militare romano, usurpatore nel 219 contro l'imperatore Eliogabalo.

## Biografia
Vero era un senatore e comandante della Legio III Gallica in Siria. I suoi soldati avevano acclamato imperatore Eliogabalo nel 218, sostenendolo contro l'imperatore Macrino fino alla vittoria, ma furono molto scontenti del governo del giovane sovrano, specialmente per le sue eterodosse idee religiose. Vero decise così, nel 219, di rivendicare il titolo di imperatore romano. Eliogabalo fece giustiziare Vero, sciolse la legione e privò Tiro (dove si trovava il quartier generale di Vero) dello status di metropoli.